# Victoria (schip, 1519)

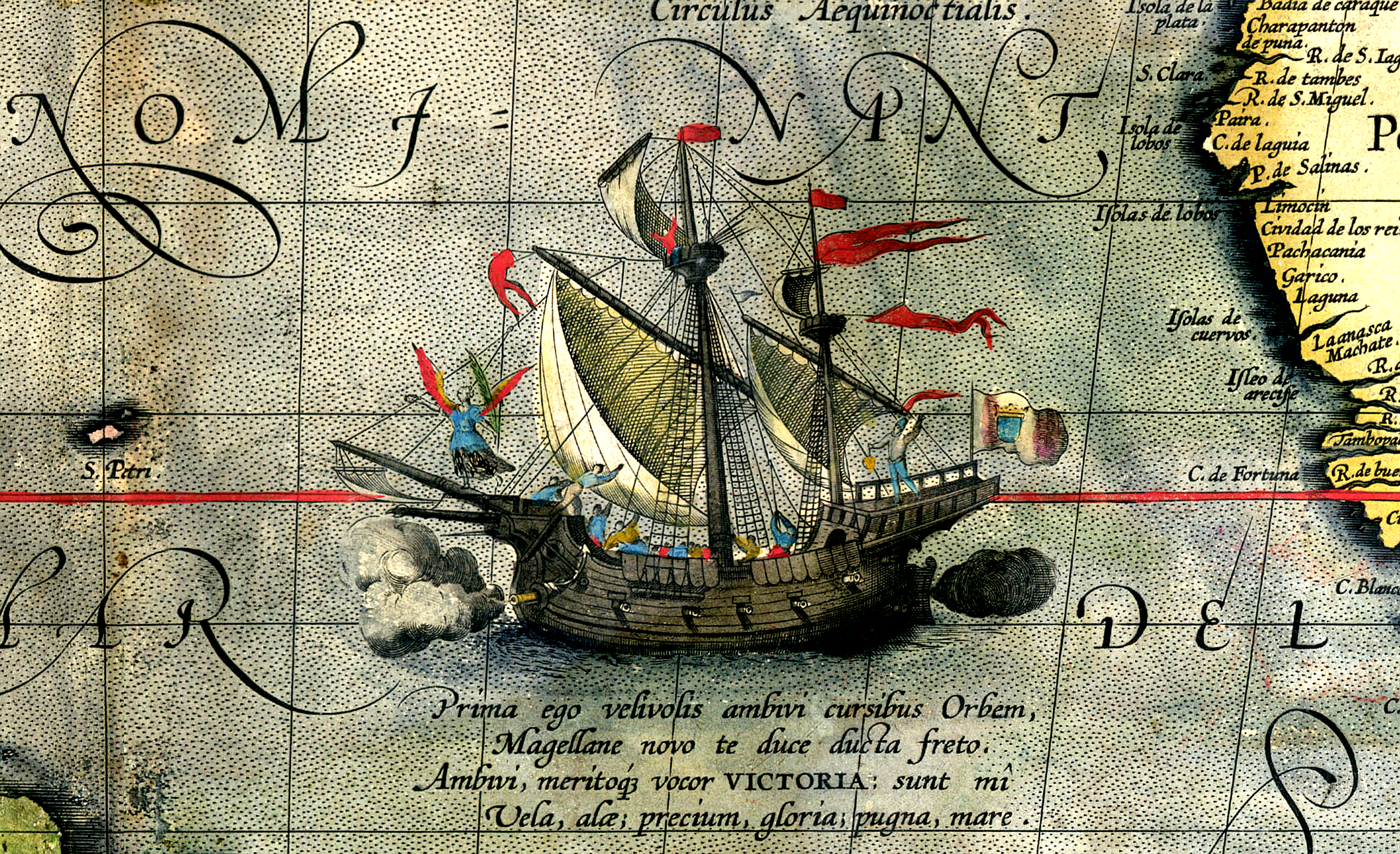
Detail van een kaart uit 1590 met een afbeelding van de Victoria

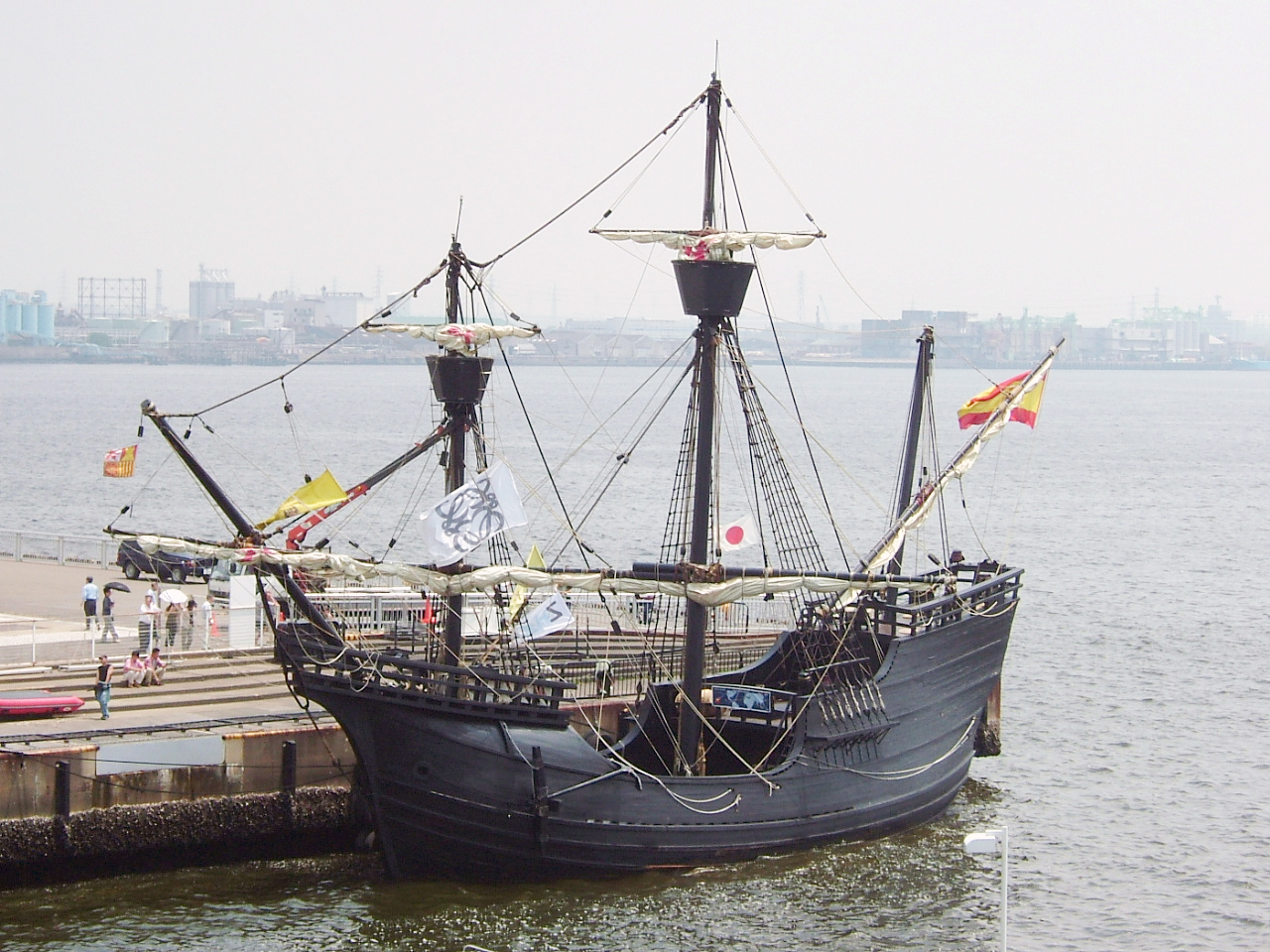
Replica van de Victoria

De Victoria was een van de vijf schepen van Ferdinand Magellaan. Het schip is genoemd naar de kerk Santa María de la Victoria de Triana, waar Magellaan zijn trouw zwoer aan keizer Karel V.
Het schip is gebouwd op de scheepswerven van Ondarroa in Baskenland.
De Victoria was het enige schip dat de reis om de wereld voltooide. De andere vier schepen waren: Trinidad (55 bemanningsleden), San Antonio (60 bemanningsleden), Concepción (45 bemanningsleden) en Santiago (32 bemanningsleden). De Trinidad was het vlaggenschip van Magellaan.
Onder de leiding van Juan Sebastián Elcano keerde de Victoria op 6 september 1522 met slechts 18 bemanningsleden terug in Spanje. Het was het eerste schip dat een reis om de wereld had gemaakt.
Antonio Pigafetta was een van de overlevenden van de Victoria. Dankzij zijn dagboeken is bekend wat er gebeurd is tijdens de ontdekkingsreis.